# Gonohe
Gonohe (五戸町, Gonohe-machi) est un bourg situé dans le district de Sannohe (préfecture d'Aomori), au Japon.

## Géographie

### Démographie
Gonohe comptait 18 930 habitants lors du recensement du 31 mars 2013.